# Eulalius
Eulalius byl vzdoropapežem v období 418 až 419.
Po smrti papeže Zosima roku 418 došlo v Římě k dvojí volbě; zatímco kněží Věčného města zvolili Bonifáce I., jáhni vybrali na papežský trůn arcijáhna Eulalia (27. prosince 418). Císař Honorius svolal do Ravenny synodu, aby rozhodla o platnosti obou voleb, ale Eulalius se na ni nedostavil; táhl raději na Řím, aby ozbrojenou silou obsadil Laterán. Roku 419 byl z Říma vyhnán. Císař se rozhodl 3. dubna 419 pro Bonifáce; tak je Eulalius započten mezi vzdoropapeže. Podle údajů Liber Pontificalis zemřel roku 423 jako biskup v Kampánii.